# East Dublin
East Dublin – miasto w Stanach Zjednoczonych, w stanie Georgia, w hrabstwie Laurens.